# Lobaria isidiophora
Lobaria isidiophora är en lavart som beskrevs av Yoshim. Lobaria isidiophora ingår i släktet Lobaria och familjen Lobariaceae.   Inga underarter finns listade i Catalogue of Life.